# Kolekcjonerska gra karciana

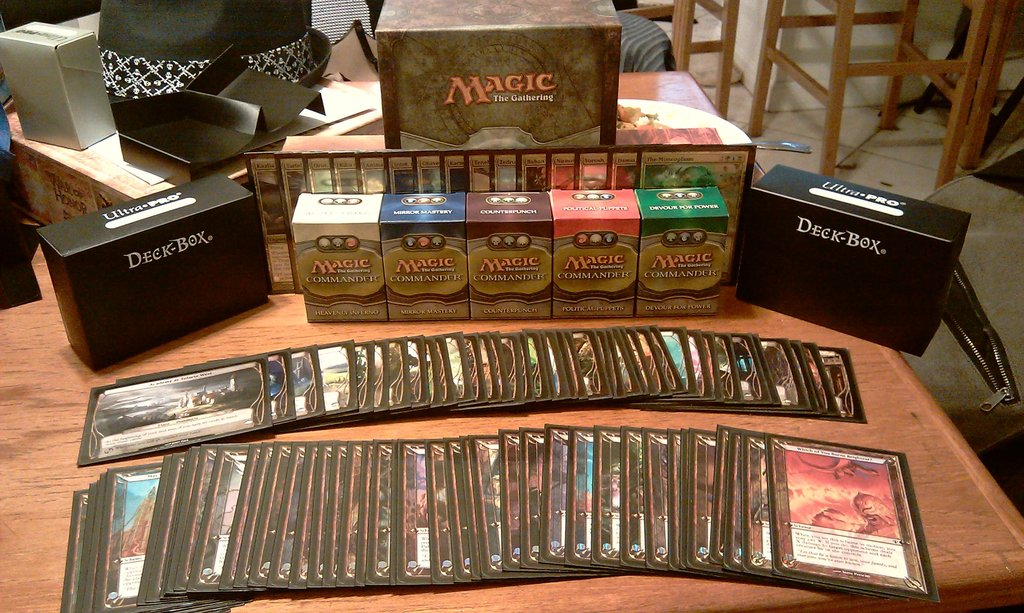
Kolekcja kart
Magic: The Gathering

Kolekcjonerskie gry karciane (pot. karcianki, z ang. collectible card games (CCG) lub trading card games (TCG)) – gry, w których każdy z graczy korzysta z osobistej talii specjalnie przeznaczonych dla danej gry kart. Gra jest dwu- lub wieloosobowa.
Wzory kart są różne, lecz niemal zawsze zawierają ilustrację i opis działania. Reguły gry szczegółowo wyjaśnione są w dołączonej do nich instrukcji. Talie mogą być zmieniane i ulepszane celem zwiększenia szansy wygranej. W zależności od gry liczba kart w talii może być z góry ustalona lub wybrana przez gracza. Budowa mocniejszej talii wymaga zazwyczaj rzadkich i odpowiednio dobranych atutów. Koncepcji budowy talii jest wiele, a odpowiedni dobór kart ma decydujące znaczenie w rozgrywce. Gracze często gromadzą duże ilości kart i wymieniają się nimi. Karty sprzedawane są przez wydawców w zamkniętych zestawach dodatkowych, tzw. boosterach. Liczba kart w zestawie dodatkowym jest różna dla różnych gier i zazwyczaj wynosi od kilku do kilkunastu.  Mimo losowej zawartości zestawów dodatkowych, w grach w których istnieje podział na karty o różnej częstości występowania, liczba kart o konkretnej rzadkości jest z góry ustalona. Dostępne w sprzedaży zestawy kart, zwane wydaniami, edycjami lub dodatkami, są ciągle zmieniane, poszerzając pulę dostępnych kombinacji, a tym samym służą urozmaiceniu rozgrywki. Najczęściej są to zestawy tematyczne, zawierające zupełnie nowe karty. Jeśli przedrukowywane są karty ze starszych wydań, często otrzymują one nowe ilustracje, mające zwiększyć ich walor kolekcjonerski. Najbardziej popularne gry posiadają ilustracje tworzone przez uznanych grafików, co czyni je atrakcyjnymi także dla kolekcjonerów niezainteresowanych grą jako taką. Gry oparte na filmach lub serialach telewizyjnych zamiast ilustracji są ozdabiane fotosami.
Przykładowo w najpopularniejszej grze tego typu: Magic: The Gathering gra możliwa jest już po zakupie zestawu początkowego zawierającego talie dla dwóch graczy stworzone z ustalonych kart. Gra zestawem początkowym jest możliwa, jednak nie są w nim zawarte silniejsze karty. Te można dokupić w zestawach dodatkowych zawierających piętnaście kart. Boostery nie mają ustalonej zawartości, lecz w najnowszych edycjach zawierają co najmniej jedną kartę rzadką (ang. rare) i trzy niepospolite (ang. uncommon). Gracz może praktycznie bez ograniczeń dokupować nowe karty i składać swoją talię marzeń.
W większości gier także zawartość zestawów startowych jest losowa. W związku z tym, choć można tam znaleźć karty o wysokiej wartości, konstrukcja "grywalnej" talii może wymagać zakupu większej liczby kart lub wymiany.
Specyficznym przypadkiem kolekcjonerskiej gry karcianej w formie minigry w większej grze jest Gwint: Wiedźmińska gra karciana, występujący w Wiedźmin 3: Dziki Gon.

## LCG
Wariantem CCG są t.zw. LCG („Living Card Game”) charakteryzujące się wyeliminowaniem losowości przy zakupie kart w dodatkach. Przykładem gry LCG jest Android: Netrunner. Termin LCG jest potocznie stosowany dla wielu gier, jest jednak chronioną marką jednego producenta (Fantasy Flight Games), co zmusza inne firmy do stosowania innych terminów.